# Boněnov
Boněnov je malá vesnice, část městyse Chodová Planá v okrese Tachov v Plzeňském kraji. Nachází se asi 5,5 kilometru východně od Chodové Plané. Prochází zde silnice II/198.

## Historie
První písemná zmínka o vesnici pochází z roku 1354.

## Přírodní poměry
Západně od vesnice, v údolí Kosového potoka, pramení kyselka. Její pramen je chráněn jako přírodní památka Čiperka.

## Obyvatelstvo
| Rok            | 1869 | 1880 | 1890 | 1900 | 1910 | 1921 | 1930 | 1950 | 1961 | 1970 | 1980 | 1991 | 2001 | 2011 | 2021 |
| -------------- | ---- | ---- | ---- | ---- | ---- | ---- | ---- | ---- | ---- | ---- | ---- | ---- | ---- | ---- | ---- |
| Počet obyvatel | 571  | 639  | 631  | 635  | 618  | 616  | 578  | 169  | 134  | 142  | 95   | 75   | 54   | 67   | 67   |
| Počet domů     | 94   | 106  | 108  | 110  | 108  | 108  | 113  | 74   | 46   | 21   | 17   | 21   | 21   | 22   | 24   |

## Obecní správa
Při sčítání lidu v letech 1850–1960 Boněnov byl samostatnou obcí, se kterým patřil nejprve do okresu Planá, ale v roce 1950 v okrese Mariánské Lázně. V letech 1961–1979 byl osadou obce Michalovy Hory v okrese Tachov. Od 1. ledna 1980 je částí městyse Chodová Planá v okrese Tachov.
Evidenční část Boněnov zahrnuje:
- katastrální území Boněnov o rozloze 8,69 km²[7]
- katastrální území Domaslavičky o rozloze 3,14 km²[8]
- katastrální území Výškovice u Michalových Hor o rozloze 4,45 km²[9]

## Pamětihodnosti
- kostel Všech svatých
- kaple Korunování Panny Marie
- kaple Nejsvětější Trojice[10]
- tvrziště